# Телль-Фехерія
Телль-Фехерія (Тель-Ель-Фехерія) — городище на території Сирії. Стоїть на річці Хабур в провінції Ель-Хасеке на північному сході країни .
Імовірно на місці городища перебувала Вашшуканні (Хошкані) — столиця хуритського держави Мітанні. Місто відоме за письмовими джерелами приблизно з XVI століття до н. е.. Столиця процвітала близько двох століть. Відомо, що місто було розграбоване хетами на чолі з царем Суппілуліумою I, який зробив царя Мітанні Шаттіваза своїм данником. Вдруге місто зруйноване ассирійським царем Адад-Нірарі I близько 1290 до н. е..
Неподалік від городища знаходилося ассирійське місто Сікан. Є гіпотеза, згідно з якою його назва співвідноситься з топонімом Вашшуканні.
Городище виявлено в 1910-х. Розкопки ведуться непостійно з 1940-х, постійно — з 1980-х.  З 2006 року на місці працювала німецько-словацька команда .